# Route 45 (Oman)
Die Route 45 oder R45 ist eine Fernstraße im Sultanat Oman. Die Fernstraße führt von der Kleinstadt Thumrait durch die Rub al-Chali bis zur Kreuzung mit der Route 47 im Wilaya Rachyut.